# Shanga (langue)
 (mars 2021).
Pour l’article homonyme, voir Shanga.
Le shanga, aussi appelé shangawa, shonga ou shongawa, est une langue mandée parlée au Nigeria. La langue est très proche de la langue kyanga, parlée au Nigéria et au Bénin, avec qui elle forme le groupe des langues kyanga-shanga. Le shanga est aujourd'hui en voie d'extinction et ne comptait en 1995 plus que 5000 locuteurs
, du fait de la concurrence de la langue haoussa.

## Phonologie
La phonologie du shanga, très similaire à celle du kyanga, est la suivante :

### Consonnes
|           | Bilabiale | Labio-dentale | Labio-vélaire | Alvéolaire | Palatale | Vélaire | Labio-vélaire | Glottale |
| --------- | --------- | ------------- | ------------- | ---------- | -------- | ------- | ------------- | -------- |
| Occlusive | p b       |               | k͡p ɡ͡b         | t d        |          | k g     |               | ʔ        |
| Nasale    | m         |               |               | n          | ɲ        | ŋ       |               |          |
| Roulée    |           |               |               | r          |          |         |               |          |
| Fricative |           | f v           |               | s z        |          |         |               | h        |
| Spirante  |           |               |               |            | j        |         | w             |          |
| Latérale  |           |               |               | l          |          |         |               |          |

### Voyelles
|            | Antérieure | Postérieure |
| ---------- | ---------- | ----------- |
| Fermée     | i ĩ        | u ũ         |
| Mi-fermée  | e          | o           |
| Mi-ouverte | ɛ ɛ̃        | ɔ ɔ̃         |
| Ouverte    | a ã        |             |